# 全北運転免許試験場
全北運転免許試験場（チョンブクうんてんめんきょしけんじょう）は全北特別自治道全州市徳津区にある道路交通公団の運転免許試験場である。

## 施設概要
技能試験場

### 本館
- 1階：受付、身体検査室、運動能力測定室、障害者学科試験場、医務室
- 2階：学科試験場
- 3階：試験場長室、総務係、電算室、会議室、休憩室
- 地下1階：食堂

### 別館
試験係、交通安全教育場

## 学科試験
- PC式
- 手話ビデオ（重度の聴覚障害者対象）

## 技能試験が可能な運転免許の種類
各運転免許の詳細については運転免許の区分を参照
- 第一種大型免許
- 第一種特殊免許（トレーラー）
- 第一種普通免許
- 第二種普通免許
- 第二種小型免許
- 第二種原動機付自転車免許